# شرکت سیمان فارس و خوزستان
سیمان فارس و خوزستان نخستین شرکت مصالح ساختمانی ایرانی است که کاملاً به دست مهندسان ایرانی ساخته و راه اندازی شد و هم‌اکنون با در اختیار داشتن ۳۳ شرکت تابعه، زیرمجموعه و فرعی، بزرگترین تولیدکننده سیمان در ایران و خاورمیانه است.

## تاریخچه
شرکت سیمان فارس در سال ۱۳۲۹ با سرمایه‌گذاری مشترک سازمان برنامه و بودجه و شرکت سیمان شیراز با سرمایه اولیه بیست میلیون تومان تأسیس شد. این نخستین کارخانه سیمان در ایران بود که کاملاً به دست مهندسان ایرانی ساخته و راه اندازی شد. این مهندسان عبارت بودند از: مهندس سالور، مهندس آفتاندالیان، مهندس صنیع صور، دکتر بهمنیار، مهندس نویدى و مهندس سجادى.
شرکت سیمان فارس در سال ۱۳۳۹ شرکت سیمان دورود را با ظرفیت اسمی ششصد تن در روز از سازمان برنامه خریداری کرد و نام خود را در در سال ۱۳۴۲ رسماً به شرکت سیمان فارس و خوزستان تغییر داد. این شرکت در سال ۱۳۵۱ به شرکت سهامی عام تبدیل و بخشی از سهام آن در دی ۱۳۵۴ در بازار بورس اوراق بهادار تهران عرضه شد.
شرکت سیمان فارس و خوزستان هم‌اکنون با در اختیار داشتن ۳۳ شرکت تابعه، زیرمجموعه و فرعی، بزرگترین تولیدکننده سیمان در ایران و خاورمیانه است. دفتر مرکزی این شرکت در شهر تهران است و سهام آن در بازار بورس اوراق بهادار تهران معامله می‌شود.